# Kamsprötad rotfjäril
Kamsprötad rotfjäril (Triodia sylvina) är en fjärilsart som först beskrevs av Carl von Linné 1761.  Kamsprötad rotfjäril ingår i släktet Triodia, och familjen rotfjärilar. Arten är reproducerande i Sverige.

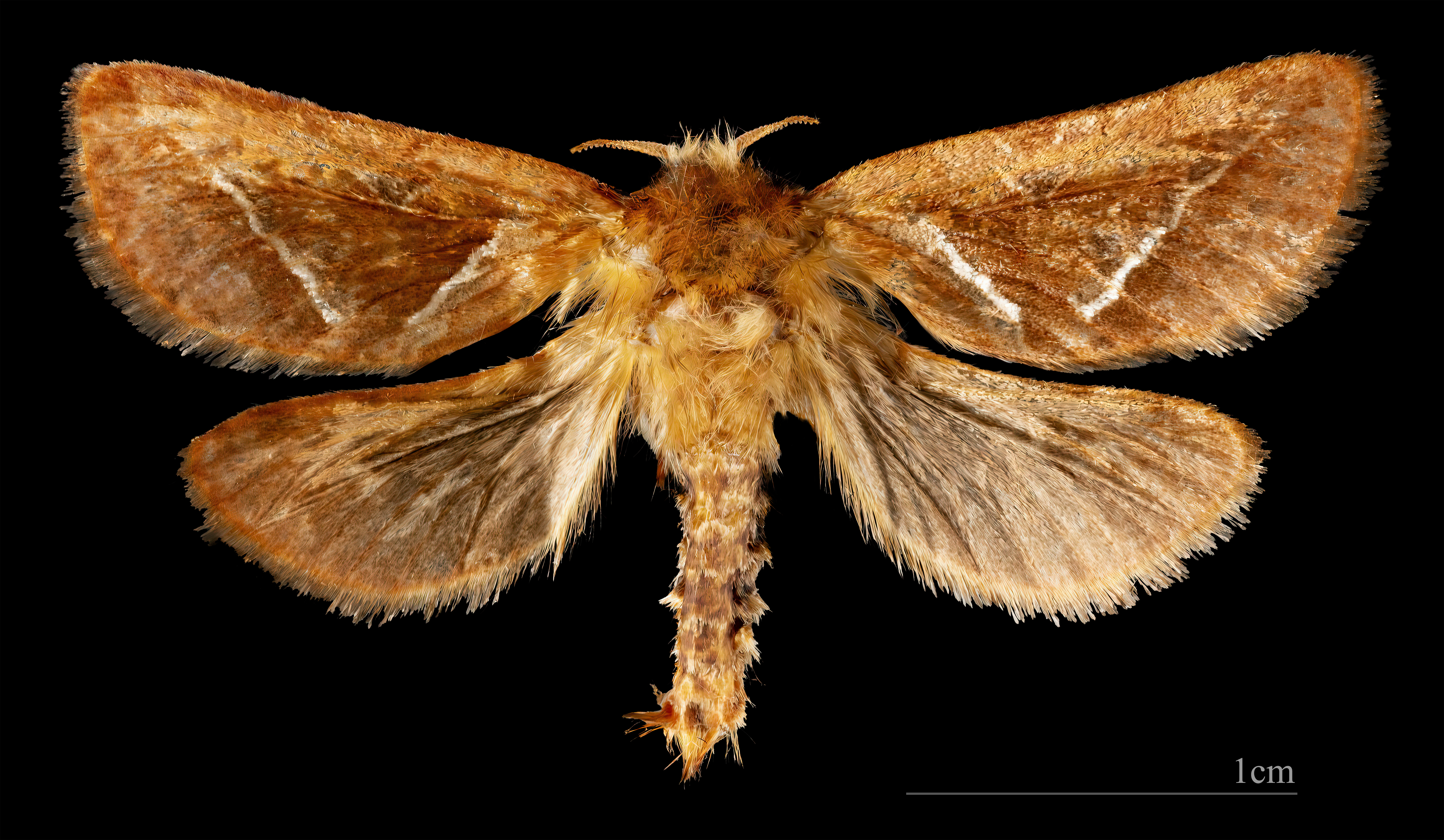
♂
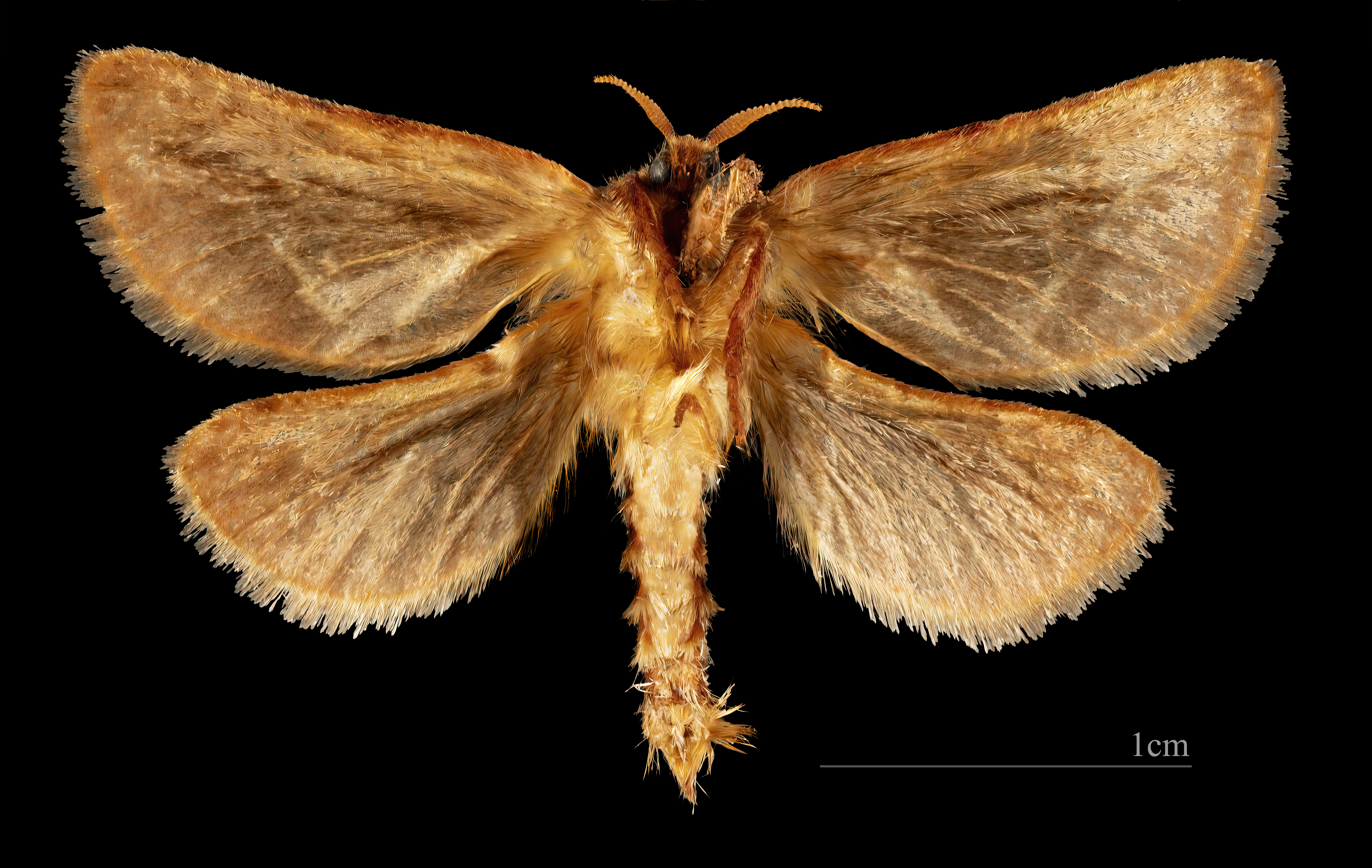
♂ △
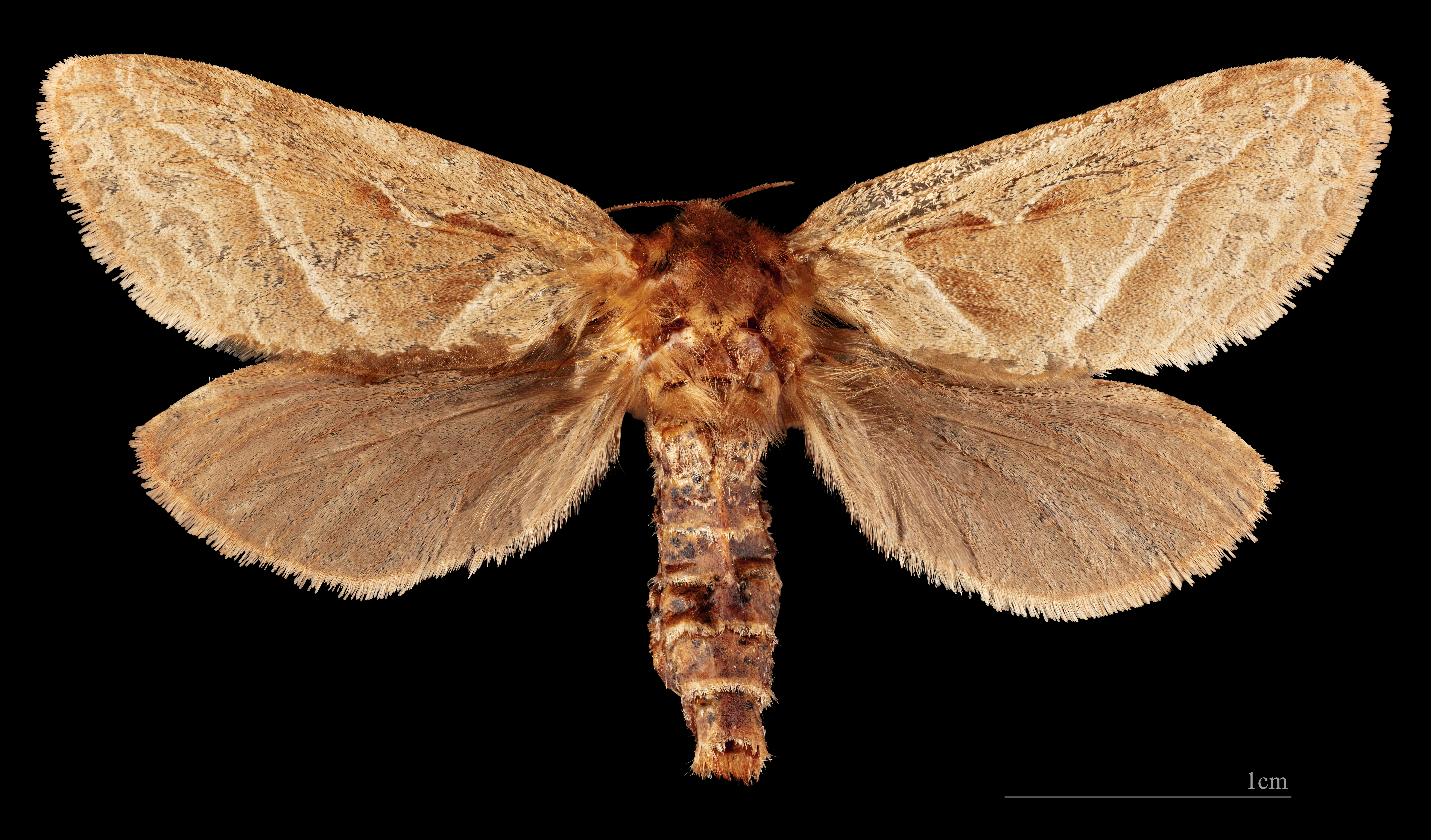
♀
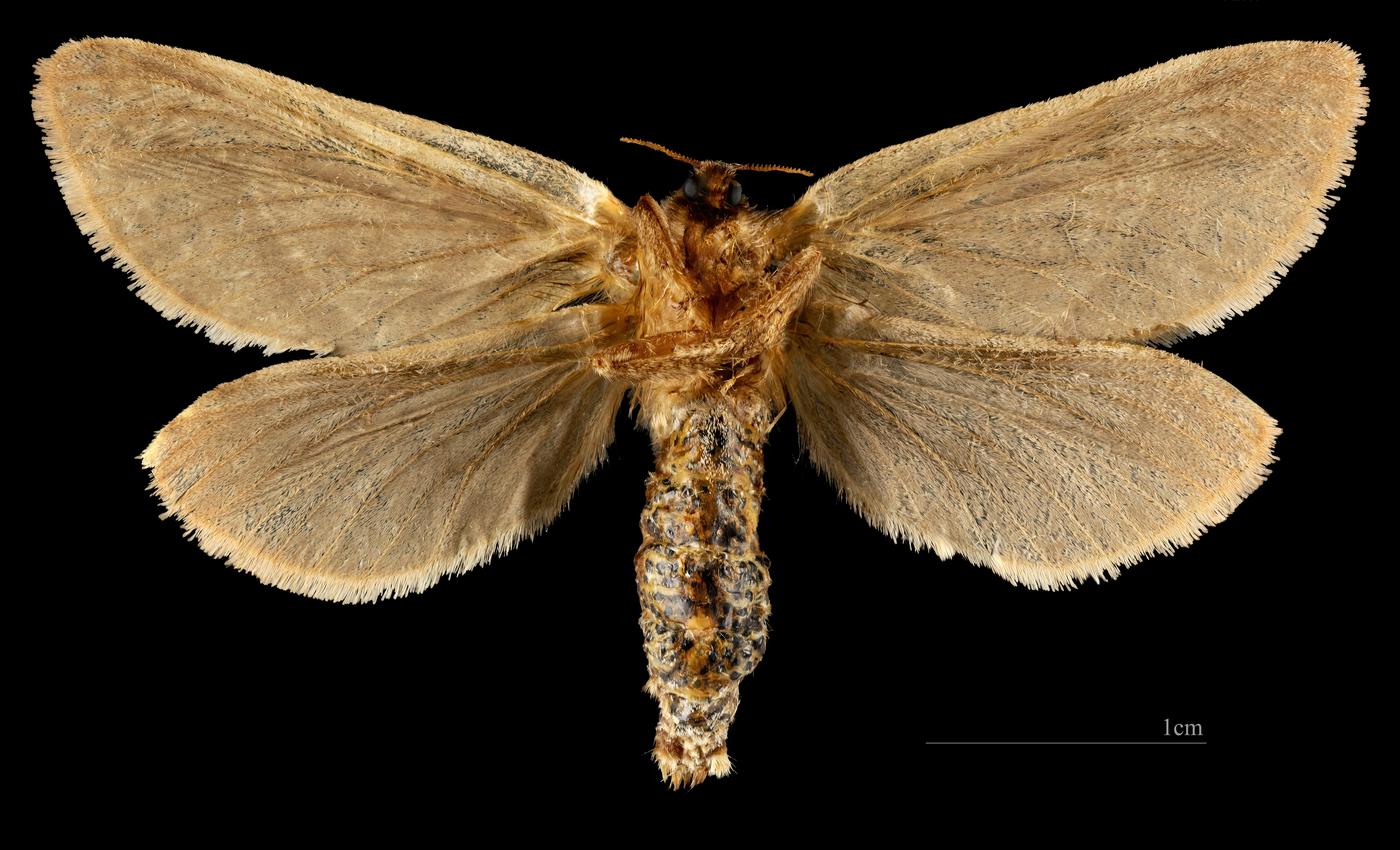
♀ △

## Bildgalleri

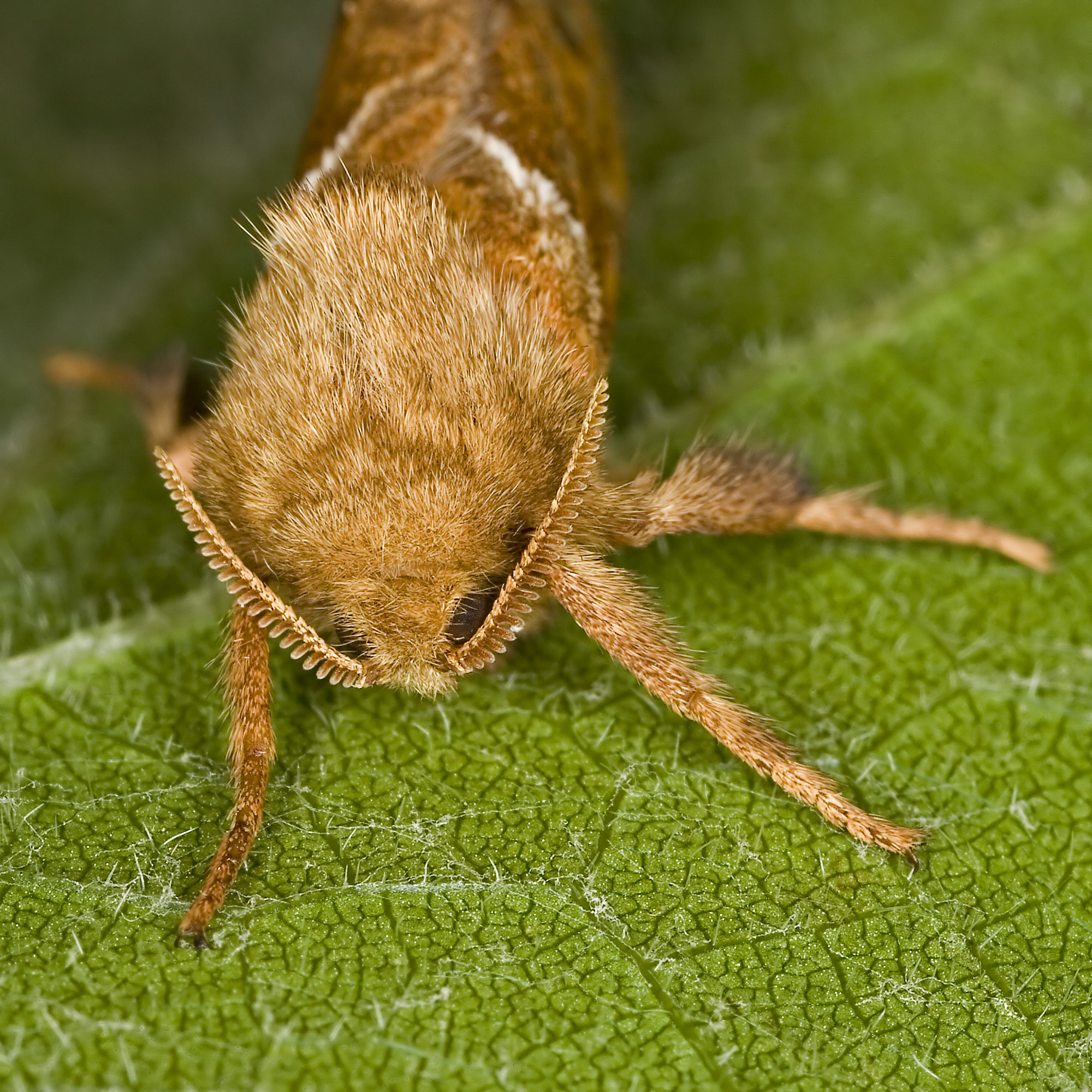
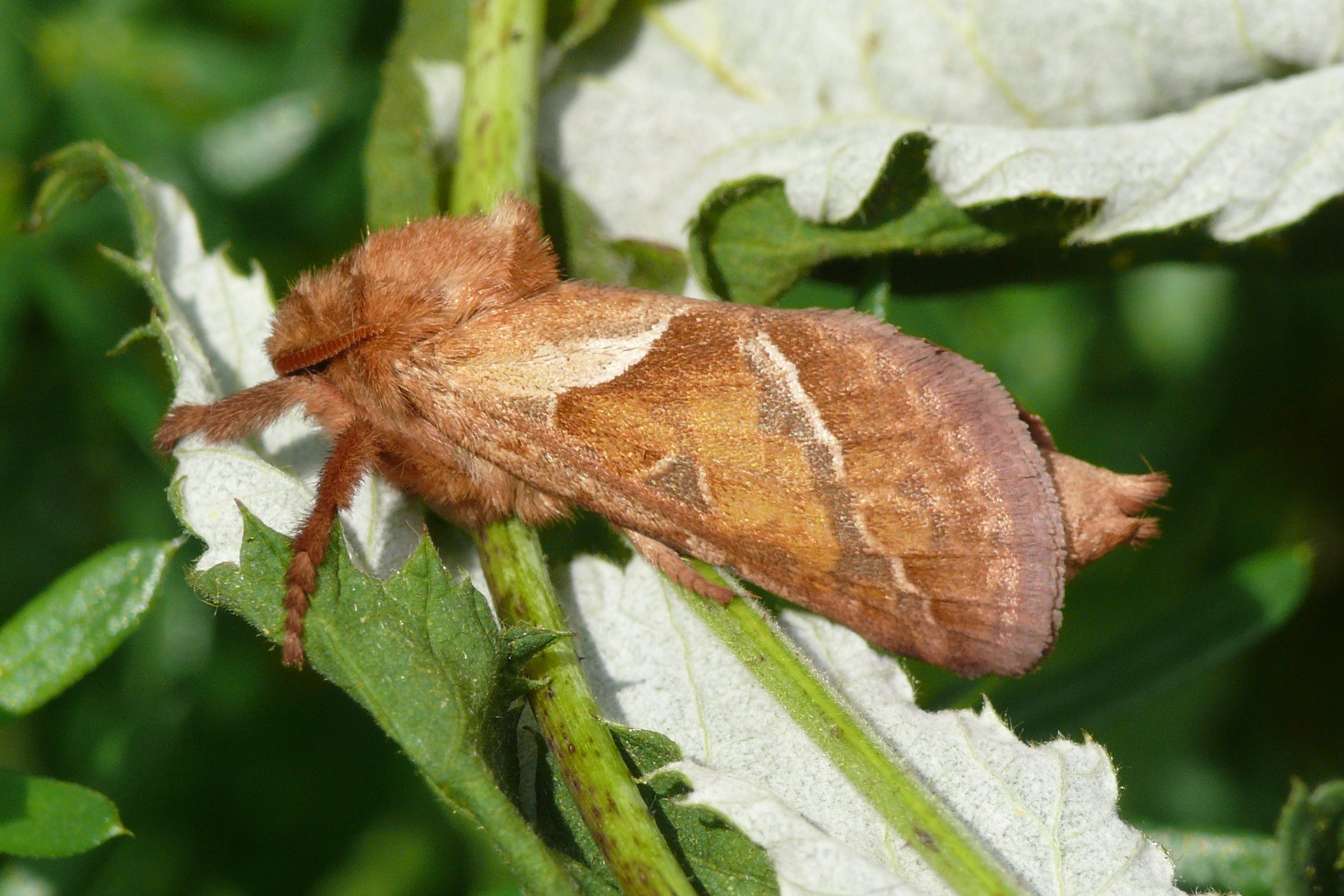
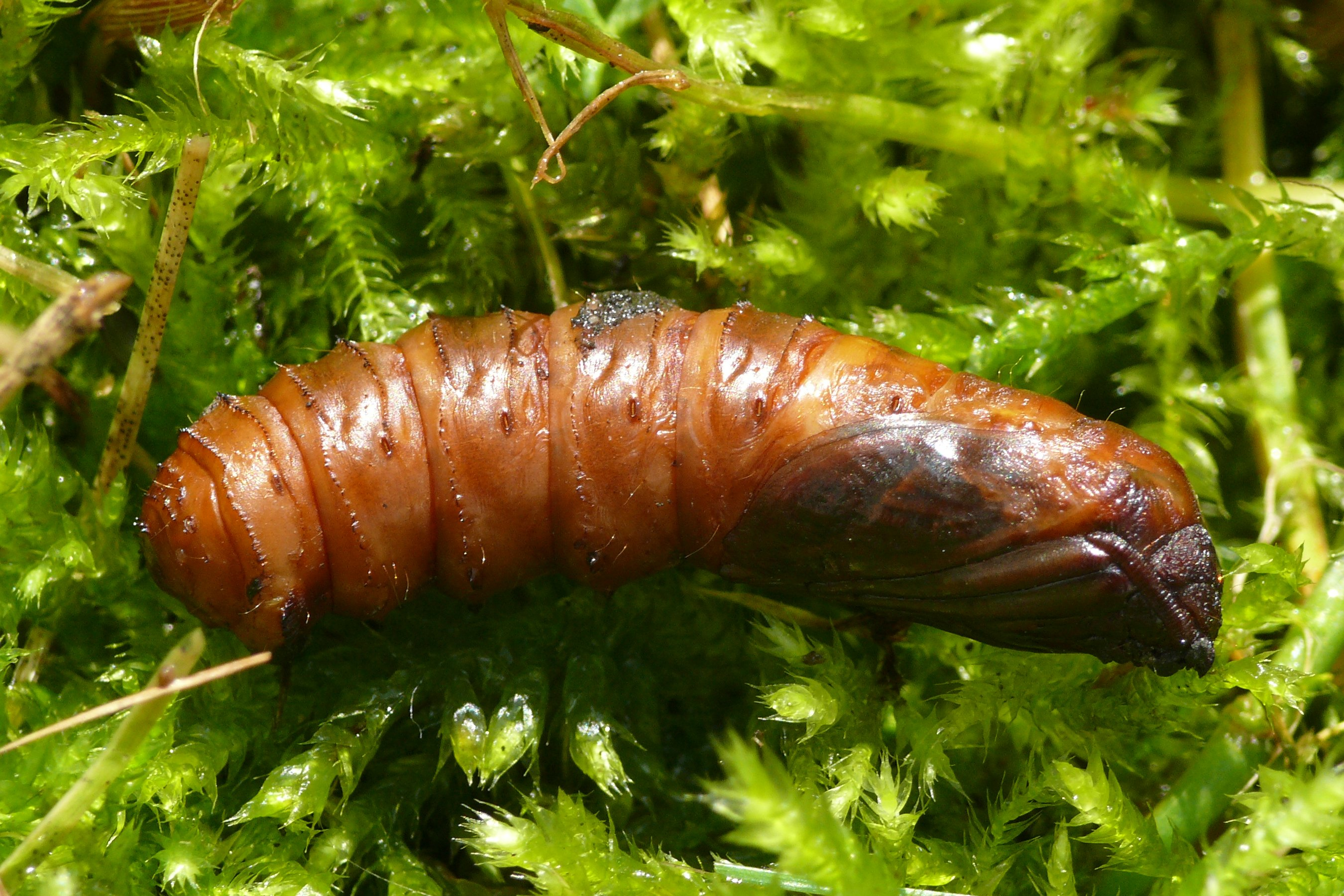
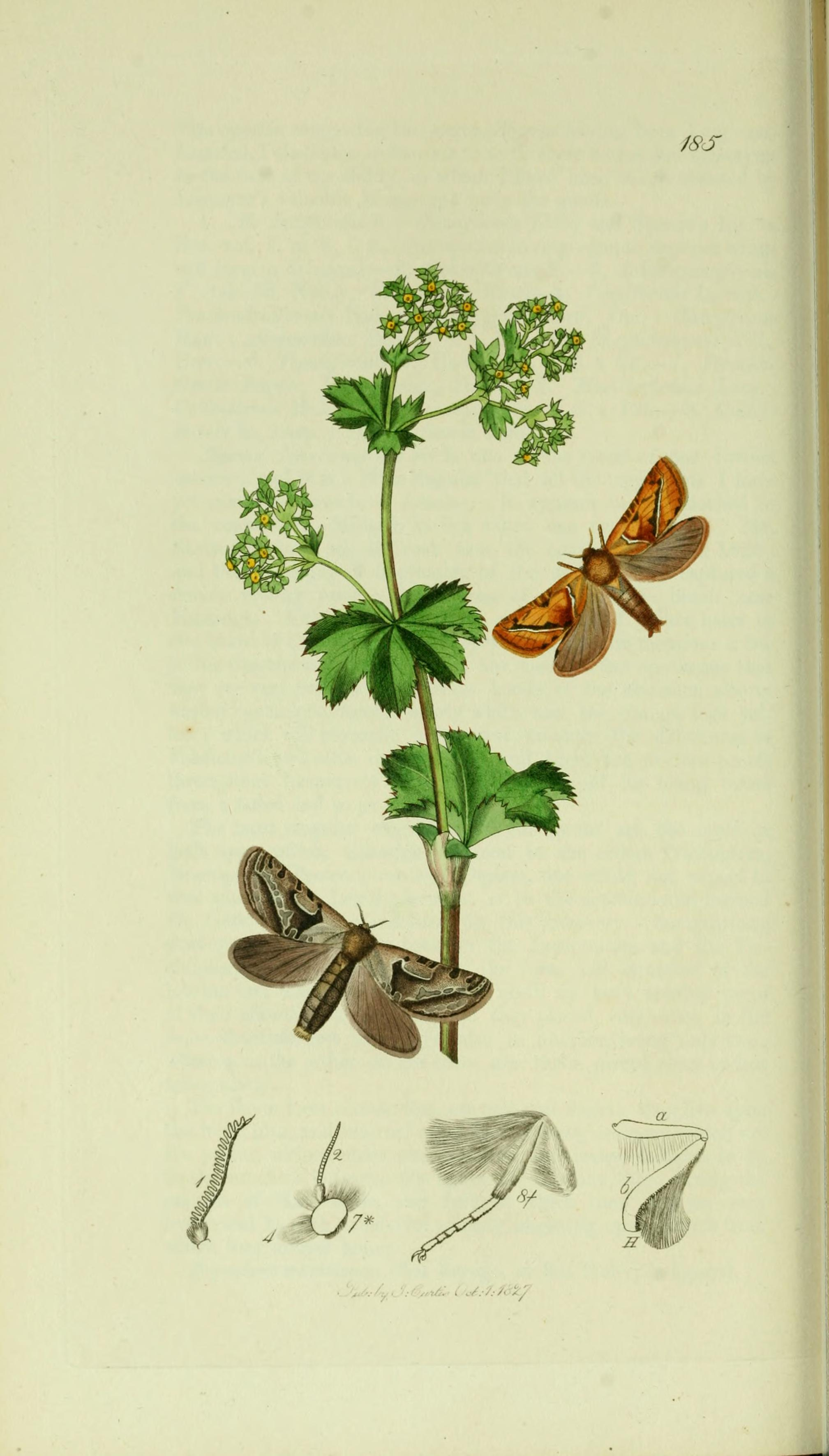
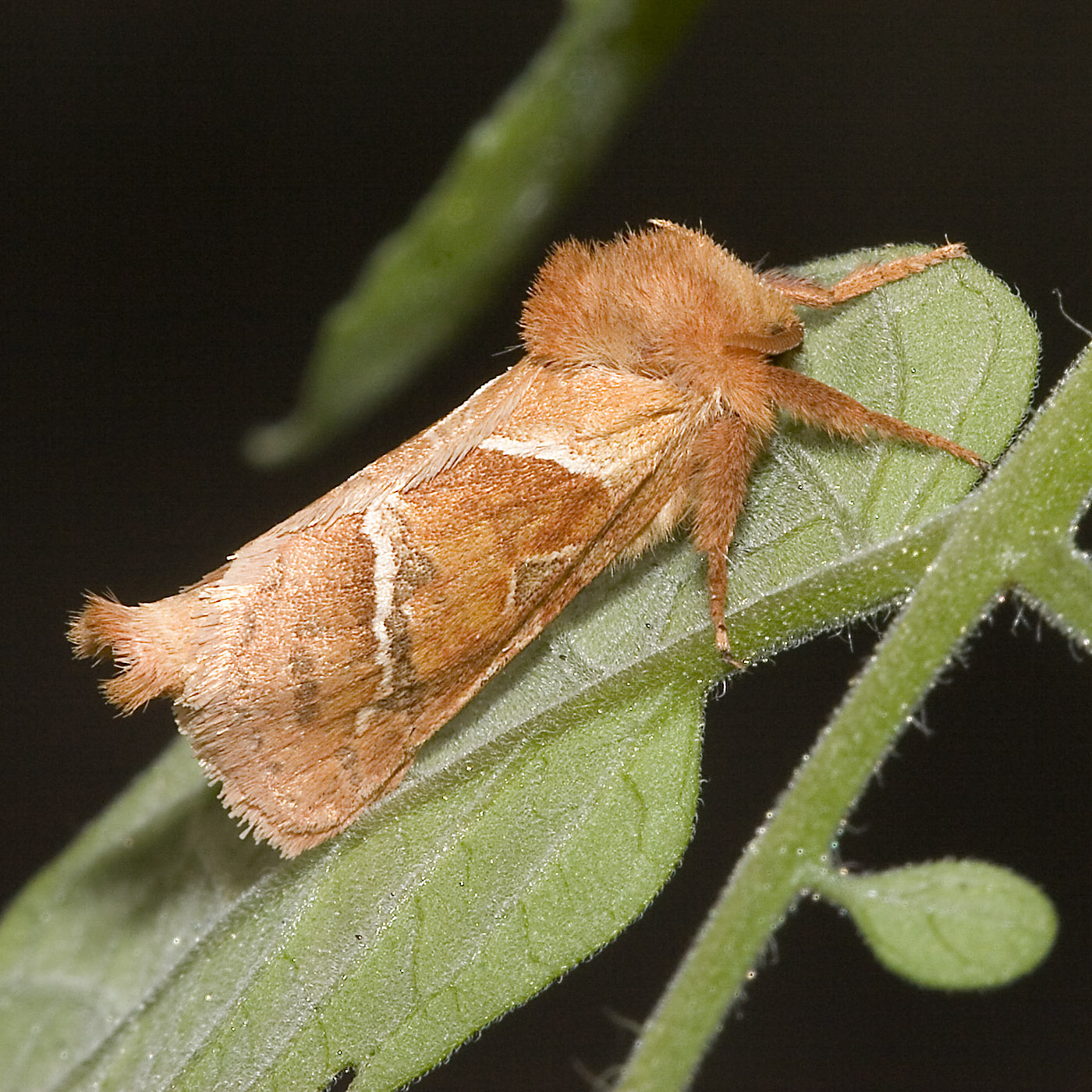
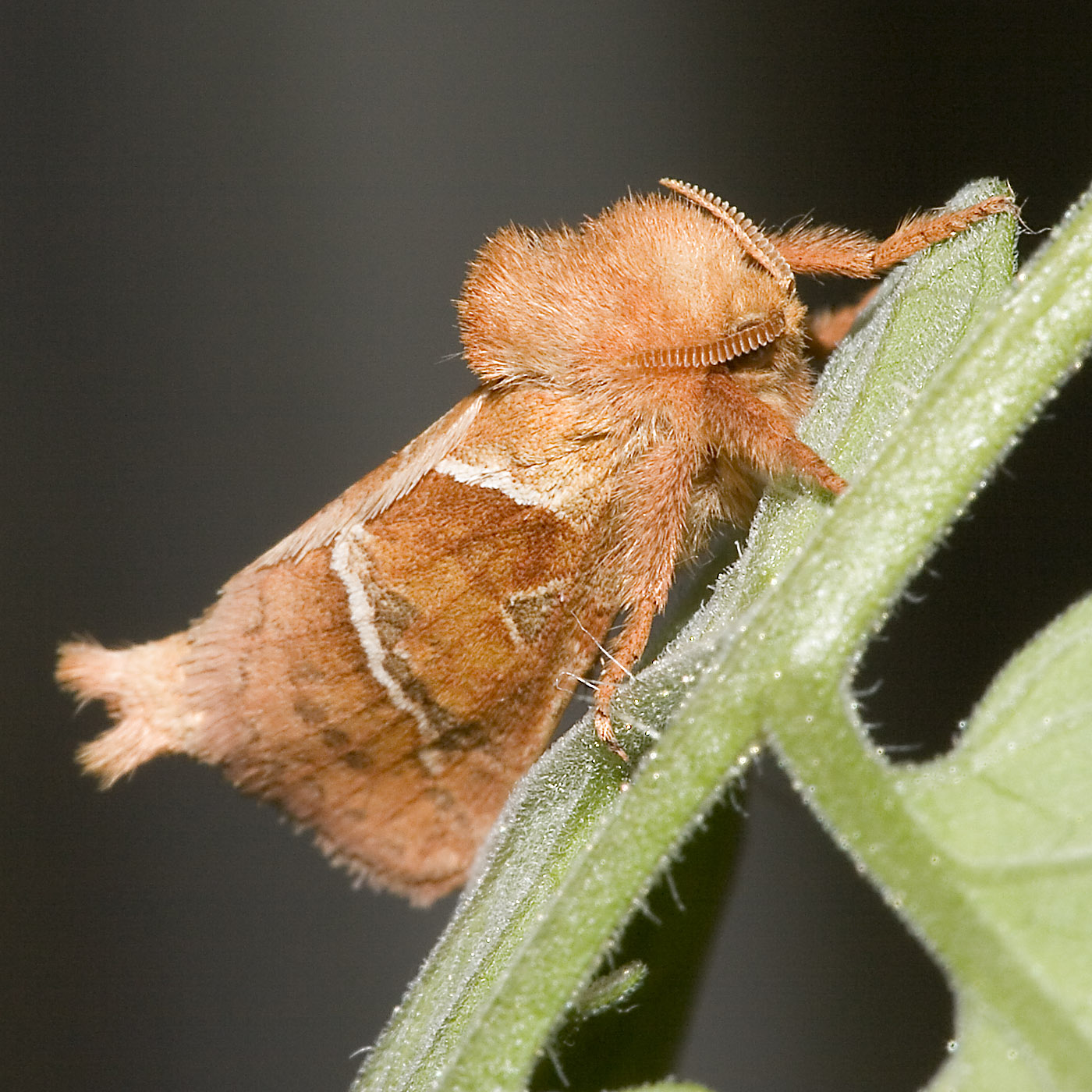